# Quiestède
Quiestède (Nederlands: Kierestede) is een gemeente in het Franse departement Pas-de-Calais (regio Hauts-de-France) en telt 655 inwoners (2004). De plaats maakt deel uit van het arrondissement Sint-Omaars.

## Naam
De plaatsnaam heeft een Oudnederlandse herkomst. De oudste vermelding van de plaatsnaam is van 1119 als Cheriestede. Het betreft een samenstelling van het woord stede (stad), maar de etymologische betekenis van het eerste deel van de plaatsnaam is (nog) onbekend. In de 13e eeuw werd de plaats vermeld als Kierestede. De huidige Franstalige plaatsnaam is hiervan een fonetische nabootsing.

## Geografie
De oppervlakte van Quiestède bedraagt 2,8 km², de bevolkingsdichtheid is 233,9 inwoners per km².
De onderstaande kaart toont de ligging van Quiestède met de belangrijkste infrastructuur en aangrenzende gemeenten.

## Demografie
Onderstaande figuur toont het verloop van het inwonertal (bron: INSEE-tellingen).